# Matthias Petersen

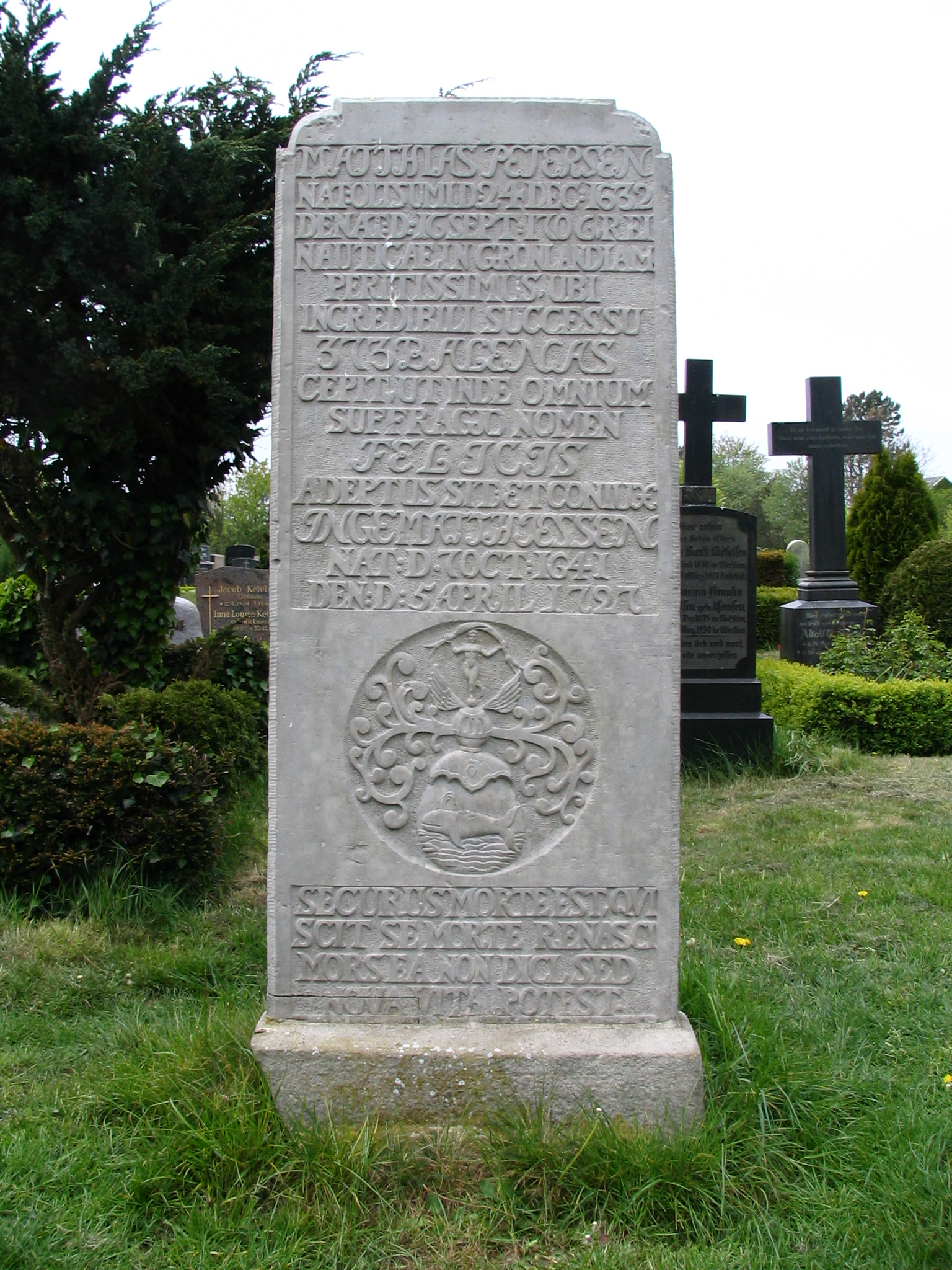
Der Grabstein des „Glücklichen Matthias“ auf dem Friedhof von Süderende

Matthias Petersen (* 24. Dezember 1632 in Oldsum; † 16. September 1706; auch Matz Peters) war ein nordfriesischer Kapitän und Walfänger aus Oldsum auf der nordfriesischen Insel Föhr.
Mit Beinamen auch als „Glücklicher Matthias“, „Matthias der Glückliche“ oder „Mathis der Glückliche“ bekannt, erlangte Matthias Petersen Ruhm, indem er innerhalb von fünf Jahrzehnten 373 Wale erlegte und zu großem Wohlstand gelangte, weshalb er, wie seine steinerne Grabplatte auf dem Friedhof der Kirche St. Laurentii in Süderende auf Föhr bezeugt, „mit Zustimmung aller den Namen ‚Der Glückliche' annahm“.

## Leben
Matthias Petersen wurde am 24. Dezember 1632 als Sohn von Peter Johnen auf der Insel Föhr geboren. Seine seemännische Ausbildung erhielt er an der Navigationsschule, die der Pastor an St. Laurentii in Süderende Richardus Petri eingerichtet hatte. Bereits als Zwanzigjähriger erhielt Petersen das Kommando über ein Walfangschiff und er behielt den Rang des Kommandeurs für die nächsten 50 Jahre. Während 19 erfolgreicher Fangfahrten als Kommandeur verdiente er sich ein hohes Einkommen. Petersens Erfolg beruhte zum großen Teil darauf, dass er zu seiner Zeit noch an der so genannten „Baienfischerei“ teilnahm, bei der die Walfänger innerhalb kurzer Zeit große Mengen von Walen in den Buchten (Baien) Spitzbergens erlegen konnten. Als die dortigen Bestände erschöpft waren, verlagerte sich die Aktivität der Fänger zunehmend auf die offene See, was weniger einträglich und auch gefährlicher war. Es war aber wohl auch seine lange Erfahrung als Seefahrer, die Petersen zugutekam. 
1677 stifteten er und sein Bruder der Gemeinde St. Laurentii zwei große Kronleuchter aus Messing, die heute noch in der Kirche benutzt werden.
Im Jahre 1701, zu Beginn des Spanischen Erbfolgekrieges, wurde Petersens ältester Sohn Matz, auch ein Kommandeur, von einem französischen Kaper nach St. Malo entführt, konnte aber freigekauft werden. 1702 wurde dann Petersen selbst auf seiner letzten Reise von den Franzosen aufgebracht und musste sich und seine Mannschaft gegen ein Lösegeld von 8000 Reichstalern freikaufen. Im selben Jahr fielen auch seine beiden Söhne Ock und John im Kampf gegen französische Seeräuber.
Matthias Petersen vermachte der Kirchengemeinde testamentarisch 100 Goldtaler, die von den Erben nicht ausgezahlt wurden. Nach jahrelangen Bemühungen der Kirchengemeinde, den Betrag von den Erben zu erhalten, wurde das Grab des 14 Jahre zuvor mit Ehren in der Kirche bestatteten Matthias kurzerhand auf den Friedhof verlegt, wo der Stein heute noch zu sehen ist.

## Kinder und Nachfahren

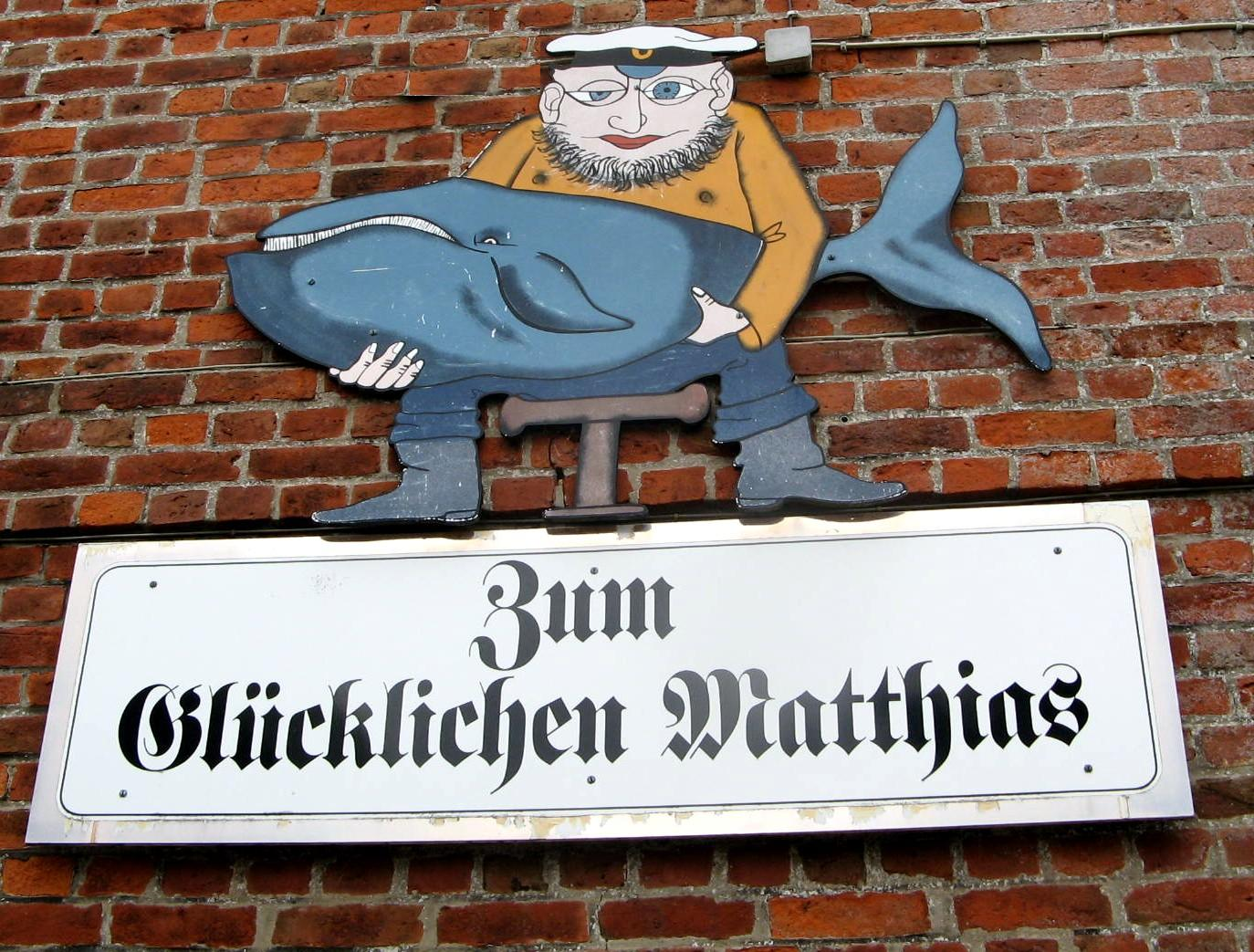
Restaurantschild auf Föhr

Matthias Petersen war seit 1663 mit Inge Matthiessen (1641–1727) verheiratet, mit der er zwölf Kinder hatte, von denen vier als Kleinkinder starben. Ihre Kinder erhielten eine Ausbildung durch einen Privatlehrer, so dass seine Söhne Clement und Peter Matthiesen studieren konnten. Clement wurde Prediger zu Schwesing und man nimmt an, dass er es war, der den lateinischen Text für die Inschrift der Grabplatte seines Vaters entworfen hat.
Peter Matthiesen wurde nach einem Studium an der Husumer Lateinschule und der Universität Jena Landvogt sowohl von Osterland Föhr als auch von Sylt und Gerichtsvogt von Wyk auf Föhr.
Dessen Sohn Peter war ebenfalls Landvogt von Osterland Föhr und auch Birkvogt der Westerharde Föhr, zu der auch Amrum gehörte. Sein Studienfreund Graf Johann Friedrich Struensee berief ihn 1771 zum Bürgermeister von Kopenhagen. Nachdem Struensee jedoch wegen Hochverrats hingerichtet worden war, wurde Peter Matthiesen Junior Direktor des „Handels- und Fischereiinstituts“ von Altona, das damals zum dänischen Gesamtstaat gehörte. Von dort aus verhalf er vielen Seeleuten von Föhr zu Anstellungen in der Grönlandschifffahrt.
Die Söhne Matz (Matthias) (* 1665), Ocke (* 1674) und John (Johann) (* 1681) wurden Seefahrer und kamen 1701/1702 um. Jung-Ocke oder Otto Matthiesen (1679–1764) ließ sich nach einer erfolgreichen Zeit als Kommandeur als Kaufmann in Altona nieder. Die einzige überlebende Tochter heiratete einen Nieblumer Kommandeur. Ihr Urenkel Jens Jacob Eschels verfasste die älteste erhaltene authentische deutsche Kapitänsautobiographie.
Der US-amerikanische Autor und Umweltschützer Peter Matthiessen (1927–2014) war nach der aus dem Jahr 1811 stammenden Familienchronik seines Vaters ein Nachfahr von Matthias Petersen. Laut dieser Chronik ging Matthiessen aus der Linie des Petersen-Sohnes Otto (s. o.) hervor. In den späten 1980er-Jahren besuchte er erstmals die Insel Föhr auf den Spuren seiner Vorfahren und berichtete in einem autobiografischen Essay darüber.

## Weblink
- Grabstein auf der Seite der Kirchengemeinde St. Laurentii